# Port Royal (Jamaica)
A jamaicai Port Royalt 1509-ben alapították és 1655-ig csak egy kis spanyol kereskedelmi kikötő volt. Maga a kikötő megfelelő helyen helyen épült egy védett öbölben, a nyílt tenger felé való kijutás a tengerszoros irányába tartott, és jól védhető volt.
Aztán 1655-ben Oliver Cromwell odaküldött egy angol flottát, hogy kereskedelmi bázist hozzon ott létre, nyíltabban fogalmazva, hogy raboljon Anglia számára. Amit a kalózok szorgosan meg is tették. Így született meg a féllegális kalózkikötő, kalózok, prostituáltak, bűnözök és rabszolgák hihetetlenül gyorsan gazdaggá lett tanyája, majd hamarosan tekintélyessé nőtt városa.
A kalózfővárost 1692-ben földrengés rázta meg, és az azt követő óriási árvíz pusztította el. 1703-ban tűzvész, 1712-ben, majd 1722-ben, 1726-ban és 1744-ben pedig hurrikánok is taroltak.

## Játékfilmek
- 1934: Captain Blood, fsz.: Errol Flynn
- 1942: Black Swan, fsz.: Tyrone Power, George Sanders
- 1953: City Beneath the Sea
- 1995: Cutthroat Island
- 2003: A Karib-tenger kalózai: A Fekete Gyöngy átka, fsz.: Johnny Depp
- 2003: Pirates of the Caribbean (A Karib-tenger kalózai)